# Dlouhá Třebová
Dlouhá Třebová (niem. Langentriebe) – wieś i gmina w Czechach, w powiecie Uście nad Orlicą, w kraju pardubickim. Według danych z dnia 1 stycznia 2013 liczyła 1 261 mieszkańców.